# قانون جلوس العمال في الولايات المتحدة
يشير قانون حق جلوس العمال في الولايات المتحدة، نسبةً إلى الولاية، والتشريعات المحلية التي تضمن للعمال حق الجلوس في العمل عندما لا يكون الوقوف ضروريًا. بين عام 1881 وعام 1917، أقرت جميع الولايات تقريبًا ومقاطعة كولومبيا وبورتوريكو تشريعات تتعلق بالمقاعد المناسبة للعمال. إذ كانت هذه قوانين بمثابة إصلاحات خلال العصر التقدمي، قادتها النساء العاملات في الحركة العمالية. تشير نصوص هذه القوانين إلى أنها تطبق فقط على النساء العاملات، إذ قامت معظم الولايات التي تملك حق تشريع القوانين بتعديل تشريعاتها لتشمل جميع العمال بصرف النظر عن الجنس. فرغم غموض هذه القوانين ونادرًا ما جرى تطبيقها لأكثر من قرن، فإن قوانين الحق في الجلوس اكتسبت أهمية كبيرة بعد عدة دعاوى قضائية رفيعة المستوى ضد الشركات الكبرى في كاليفورنيا وولايات أخرى بين عام 2010 وعام 2020.
تشمل الولايات التي تتمتع بحق حيادي للجنسين في وضع التشريعات كل من كاليفورنيا وفلوريدا وماساتشوستس ومونتانا ونيوجيرسي وأوريغون وويسكونسن. بينما تحافظ بعض الولايات، متضمنةً نيو مكسيكو ونيويورك وبنسلفانيا ووست فرجينيا على قوانين عنصرية تشير إلى العاملات النساء فقط. وقد ألغت الولايات الأخرى حق الجلوس للعمال، مثل: ألاباما وأركنساس وكونيتيكت وأيداهو وكنتاكي وماين وميشيغان وميسوري ونيفادا ونيوهامشير، وكذلك مقاطعة كولومبيا، بين عام 1972 وعام 2015. بينما بقيت ولايتا ميسيسيبي وهاواي الوحيدتان اللتان لم يكن لهما الحق في وضع القوانين. إذ جرى سن قوانين الحق في الجلوس على المستوى المحلي في العديد من المدن، متضمنةً بورتلاند وأوريغون وميسوري.

## تاريخ سن القانون
في أواخر القرن التاسع عشر وأوائل القرن العشرين، خلال الحقبة التقدمية، أصدرت ولايات عديدة قوانين تمنح العمال مقاعد مناسبة للجلوس، وتحديدًا للعاملات. وفقًا لتقرير صادر عن عالمة الاجتماع آني ماريون ماكلين (Annie Marion MacLean)، أصدرت 22 ولاية قوانين لتوفير مقاعد جلوس مناسبة للعاملات بحلول عام 1897.. وبحلول عام 1915، افتقرت أربع ولايات فقط إلى قانون الجلوس بمقاعد مناسب للعاملات: أيداهو و ميسيسيبي ونيفادا ونيو مكسيكو. ذُكِر في مبادئ تشريع العمل (Principles of Labor Legislation) نص قانون العمل التأسيسي الذي كتبه جون روجرز كومنز(John R. Commons)، وجون بيرترام أندروز (John Bertram Andrews)، وأشار إلى أن جوانب إصلاحات العمل في أوائل القرن العشرين مذهلة، خصوصًا الحماية الخاصة للمرأة، التي تتجلى في القوانين المتعلقة بالمقاعد والمراحيض وغرف خلع الملابس. في ذلك الوقت، كانت جميع تشريعات حق الجلوس في الولايات المتحدة عنصرية جنسيًا ضد العاملات. كُتب أنه «منذ نهاية السبعينيات اعترِف بمخاطر المكانة الدائمة لفتيات المبيعات، وجرى حثهن على تأثيث المقاعد والسماح لهن باستخدامها». أشاروا إلى أن أول ولاية أقرت قانون حق النساء العاملات كانت نيويورك في عام 1881. وبحلول عام 1916، كان لكل ولاية تقريبًا مثل هذا الحق في تقديم القانون للعاملات. غطت معظم قوانين الولاية الوظائف الميكانيكية والتصنيع، بينما غطت بعض الولايات ما يقارب جميع الوظائف. ادعى كل من جون روجز كومنز
(John R. Commons) وجون بيرترام أندروز(John Bertram Andrews) أن قوانين الحق في الجلوس المبكر «ليس لها أهمية حقيقية لحماية صحة الإنسان، لأنه من المستحيل رؤية أرباب العمل والمراقبين يسمحون باستخدام المقاعد حتى عندما يتم توفيرها»." وبحلول عام 1932، أصدرت جميع الولايات تقريبًا ومقاطعة كولومبيا وأقاليم بورتوريكو والفلبين، قوانين تتطلب شكلًا من أشكال المقاعد المناسبة للعاملات. تحدد غالبية الولايات التي لديها قوانين حق الجلوس أن (المقاعد المناسبة) يجب أن يوفرها أصحاب العمل وأن يسمح للعمال بالجلوس عندما لا يتطلب وقوفهم. كانت ولاية ميسيسيبي الولاية الوحيدة التي ليس لها الحق في وضع قانون جلوس العمال في عام 1932. وأقرت ولاية داكوتا الشمالية ونيو مكسيكو قوانين مناسبة لجلوس العمال عام 1922 وعام 1931 على التوالي. يوصي دليل العاملات لعام 1965 الذي نشرته نشرة مكتب المرأة في الولايات المتحدة
(United States Women's Bureau)، بوصفه معيارًا صحيًا: «إن للعمال الحرية في استخدام المقاعد المناسبة بأعداد كافية؛ عندما لا ينخرطون بنشاط ما في أثناء أداء واجبات تتطلب وضعية وقوف، أو في جميع الأوقات عندما تسمح طبيعة العمل»." بعد الوقوع في الغموض والشكوك لأكثر من قرن إلى حدً كبير، اكتسبت قوانين الجلوس المناسبة اهتمامًا خاصًا أكبر بسبب الدعاوى القضائية المتعددة في ولاية كاليفورنيا خلال أواخر عام 2010. 

## انتقاد الأحكام الجنسانية
ادعت الأستاذة الجامعية كارول لو (Carol Louw) من جامعة جنوب أفريقيا (University of South Africa)، أن الأحكام الخاصة بالمرأة في قانون جلوس العمال «تعزز الصورة النمطية فيما يتعلق بضعف المرأة». جادل أساتذة القانون، ساشا بريشال (Sacha Prechal) ونورين بوروز (Noreen Burrows)، ضد الأحكام الخاصة بالجنس في قوانين حق الجلوس لأن «ظروف العمل يجب أن تكون آمنة وممتعة قدر الإمكان لجميع الموظفين» بصرف النظر عن الجنس.

## معارضة قوانين حق الجلوس
ندد برنامج الجحيم القضائي (Judicial Hellholes) التابع للجمعية الأمريكية لإصلاح الأضرار (American Tort Reform Association) بقانون جلوس العمال في كاليفورنيا بزعم حماية الصرافين الكسالى ومحاميهم الانتهازيين.